# British Home Championship 1909/10
Die British Home Championship 1909/10 war die 27. Auflage des im Round-Robin-System ausgetragenen Fußballwettbewerbs zwischen den vier britischen Nationalmannschaften von England, Irland (ab 1950/51 Nordirland), Schottland und Wales.
| Pl. | Nationalmannschaft | Sp. | S | U | N | Tore    | Punkte |
| --- | ------------------ | --- | - | - | - | ------- | ------ |
| 1.  | Schottland         | 3   | 2 | 0 | 1 | 003:100 | 04:20  |
| 2.  | England            | 3   | 1 | 1 | 1 | 002:300 | 03:30  |
| 3.  | Irland             | 3   | 1 | 1 | 1 | 003:500 | 03:30  |
| 4.  | Wales              | 3   | 1 | 0 | 2 | 004:300 | 02:40  |

|                                               |   |            |           |
| 12. Februar 1910 in Belfast (Solitude)        |   |            |           |
| Irland                                        | – | England    | 1:1 (1:0) |
| 5. März 1910 in Kilmarnock (Rugby Park)       |   |            |           |
| Schottland                                    | – | Wales      | 1:0 (0:0) |
| 14. März 1910 in Cardiff (Arms Park)          |   |            |           |
| Wales                                         | – | England    | 0:1 (0:0) |
| 19. März 1910 in Belfast (Windsor Park)       |   |            |           |
| Irland                                        | – | Schottland | 1:0 (0:0) |
| 2. April 1910 in Glasgow (Hampden Park)       |   |            |           |
| Schottland                                    | – | England    | 2:0 (2:0) |
| 11. April 1910 in Wrexham (Racecourse Ground) |   |            |           |
| Wales                                         | – | Irland     | 4:1 (3:0) |